# Ramenaibach
Der Ramenaibach ist ein Bach in der Gemeinde Ulrichsberg in Oberösterreich. Er ist ein Zufluss des Hintenberger Bachs.

## Geographie

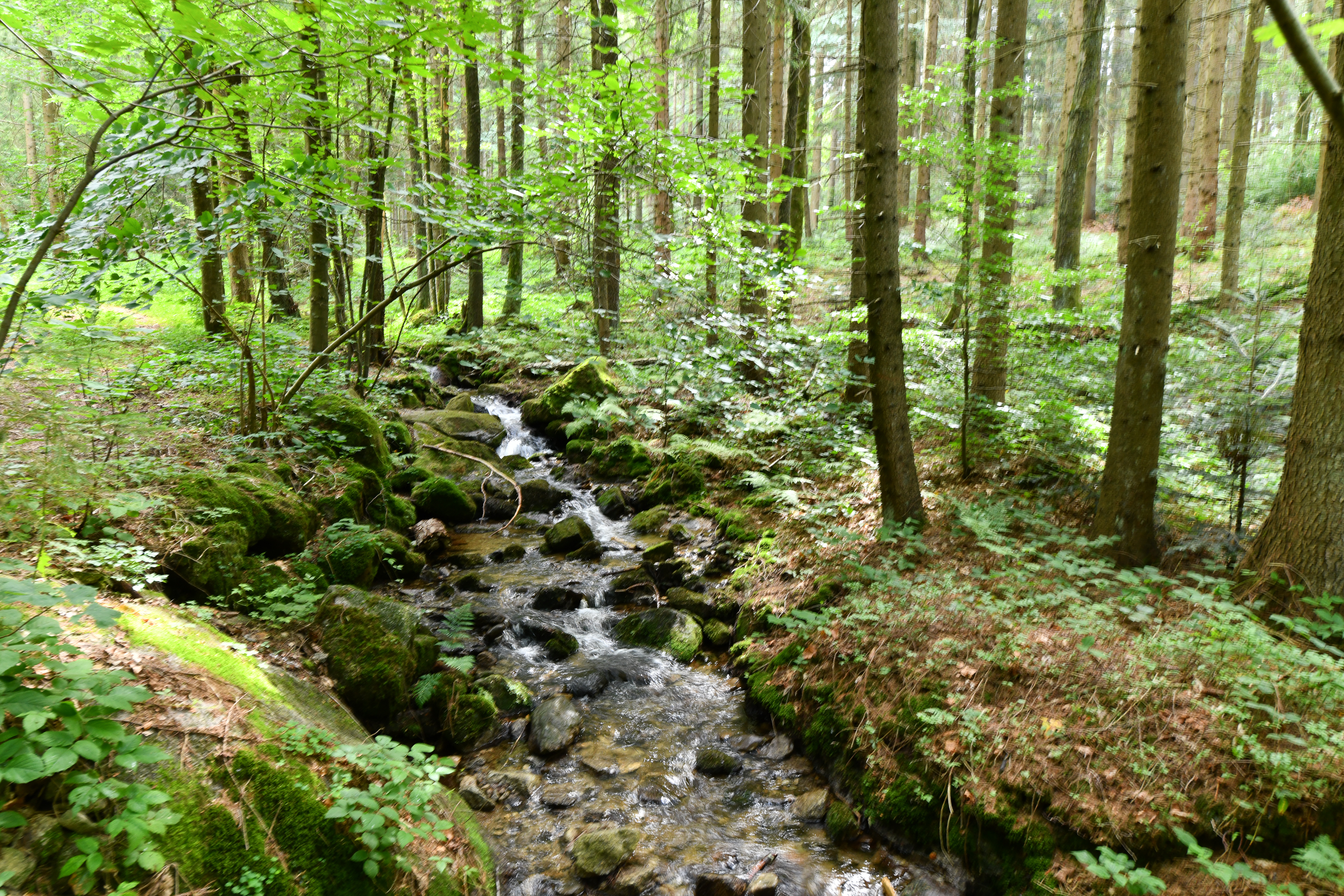
Ramenaibach zwischen Hintenberg und Sonnleiten

Der Bach entspringt im Tal zwischen dem Rosstauscherberg und dem Sulzberg auf einer Höhe von 986 m ü. A. Er weist eine Länge von 4,04 km auf. Er verläuft Richtung Südwesten zunächst durch das Waldgebiet des Böhmerwalds und dann durch die Wiesen zwischen den Siedlungen Hintenberg und Sonnleiten. Der Ramenaibach mündet am Rand des Gemeindehauptorts Ulrichsberg auf einer Höhe von 576 m ü. A. linksseitig in den Hintenberger Bach. Sein Einzugsgebiet erstreckt sich über eine Fläche von 3,58 km².
Der Nordwaldkammweg, der hier Teil des Europäischen Fernwanderwegs E6 ist, quert den Oberlauf des Ramenaibachs. Gleiches gilt für die Jägerhütte-Loipe, eine 1,8 km lange mittelschwere Langlaufloipe.

## Umwelt
Der Ramenaibach ist Teil der 22.302 Hektar großen Important Bird Area Böhmerwald und Mühltal. Sein Oberlauf gehört zum 9.350 Hektar großen Europaschutzgebiet Böhmerwald-Mühltäler.